# Sociedade Esportiva Guaxupé
A Sociedade Esportiva Guaxupé, conhecida como Esportiva Guaxupé, é um clube de futebol da cidade de Guaxupé, sul de Minas Gerais, fundado no dia 13 de fevereiro de 1952.

## História
A equipe já esteve entre os principais clubes do interior mineiro entre os anos de 1975 e 1984, mas atualmente não disputa nenhum campeonato profissional oficial, focando suas atividades nas categorias de base. Manda suas partidas no Estádio Municipal Dr. Carlos Costa Monteiro, com capacidade para 5.000 pessoas. Desde 1981, a Esportiva de Guaxupé não participa de um estadual mineiro da Primeira Divisão.

### Fundação
No final da década de 40, Esporte Clube Mogiana, Palmeirinha Futebol Clube e Vila Rica Futebol Clube, predominavam em gramados mineiros cada qual com seus craques representando Guaxupé. Após uma reunião, foi criada aliança entre esses três clubes, fundando no 13 de fevereiro de 1952 um clube forte e soberano: a Sociedade Esportiva Guaxupé.

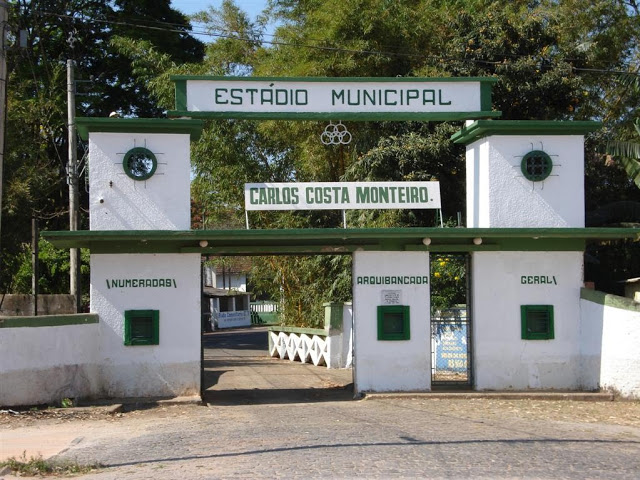
Estádio Municipal

### Acesso à Elite Mineira (1975)
Tradicional agremiação do interior de Minas Gerais, a Esportiva só disputava torneios amadores e amistosos, até que foi convidada para disputar o Campeonato Mineiro de Futebol e a Taça Minas Gerais em 1975. Disputou a primeira divisão mineira em 1975 e 1976. Em 1977 não participou do torneio.

### Auge e queda (1978-1999)
Em 1978 o clube disputou a segunda divisão mineira onde ficou na terceira colocação e conquistou uma vaga na Taça Minas Gerais de 1979, que foi considerada a primeira fase do Campeonato Mineiro de 1979. Em 1979 também foi vice campeã do Torneio Incentivo Mineiro. A Esportiva participou novamente da primeira divisão do Campeonato Mineiro em 1980 e 1981. No ano de 1980 fez uma boa campanha no campeonato terminando na 8° posição. Em 1981 foi rebaixada para a segunda divisão do Campeonato Mineiro.
De 1982 a 1999 a Esportiva participou de algumas edições do Módulo 2 e da Segunda divisão do Campeonato Mineiro, mas não conseguiu o acesso para a elite do futebol mineiro.

### Nova queda e crise financeira (2000-2005)
No final do século, a equipe se estabilizaria financeiramente e buscava o retorno a Primeira Divisão. 2000 foi o ano que mais aproximou-se deste retorno, terminando a Segunda Divisão (Módulo II) em 3º lugar, após perder na última rodada, no confronto direto em Patos de Minas contra o Mamoré, dirigido por Renê Santana, filho do Mestre Telê Santana.
Em 2003, o Tigre ficou em terceiro lugar na Taça Minas Gerais e se classificou para o Campeonato Brasileiro de Futebol de 2003 - Série C mas acabou desistindo de disputar a competição nacional. No Campeonato Mineiro de Futebol de 2003 - Módulo II a equipe se classificou para a segunda fase e foi eliminada no hexagonal final. Já no Módulo II do Campeonato Mineiro de 2004 a esportiva cairia para a Segunda Divisão (Terceira na prática), onde anos depois parava suas atividades. Pessoas ligadas ao clube chegaram a cogitar a mudança de nome, mas a troca não foi aprovada pelos torcedores.

### O retorno do Tigre e o "Time de Guerreiros" (2008-2012)
Em 2008 a equipe volta as atividades com a participação no Campeonato Mineiro de Futebol da Segunda Divisão de 2008. Em 2009 também disputou a Segunda Divisão (Terceira na prática), mas, novamente não conseguiu o acesso ao Módulo 2 do campeonato mineiro. Em 2010, dando prioridade as categorias de base, a Esportiva garante garante o título da Copa Sul-Mineira de Juniores. Em 2011 foi a vez de disputar o Campeonato Mineiro Sub-20, enfrentando clubes de ponta de Minas Gerais e terminando a excelente campanha na 7ª Colocação.
O ano de 2012 foi um dos mais difíceis da história do clube. Mantendo jogadores da categoria de base e contratando fortes nomes estaduais, a Esportiva chegava com tudo a Segunda Divisão do Estadual. Contudo, crises internas, atraso nos salários dos jogadores, estádio inapto para receber partidas e a morte do lateral Raner, quase fez a equipe desistir da competição, mas todos os problemas tornaram a equipe mais forte e unida, que superou esses obstáculos e recebeu a alcunha, pelos guaxupeanos, de "Time de Guerreiros". Apesar de tudo isso, o final do torneio acabou frustrando a Esportiva Guaxupé. Após garantir acesso ao Módulo II do Mineiro, com uma vitória pelo critério de desempate (cartões amarelos) contra Democrata de Sete Lagoas; o STJD à pedido do Democrata, reverteu o critério de desempate da semifinal, desclassificando a equipe guaxupeana.

### Nova "pausa" e atualidade (2013-2017)
Desapontados com a decisão do STJD, jogadores e diretoria já pensavam em 2013, porém as crises internas do clube, envolvendo registros, salários, entre outros motivos, levaram o clube a desistir da participação na Segunda divisão do Campeonato Mineiro. Em 2014, o clube também não participou do campeonato.

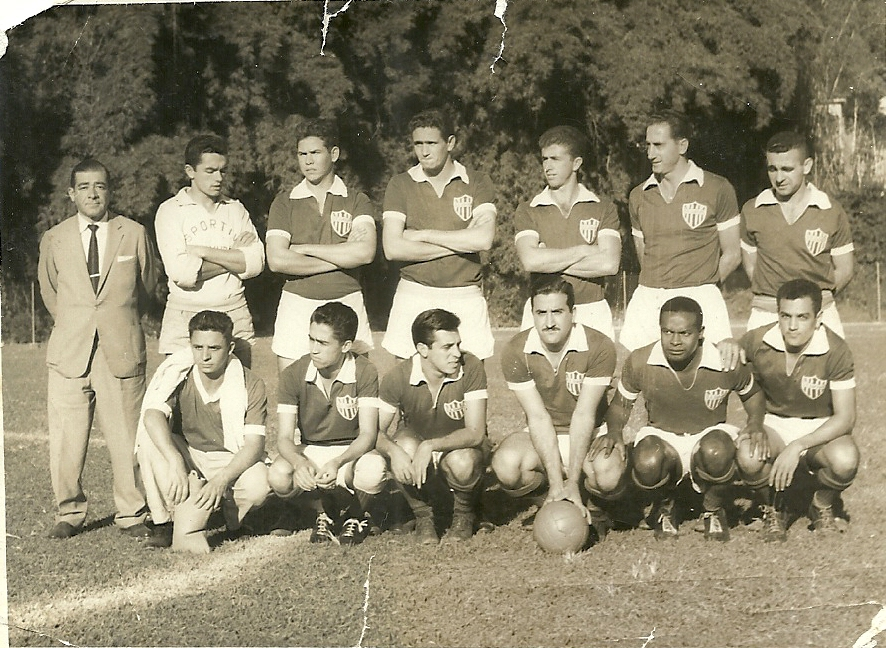
Jogo entre Guaxupé x Operários FC em Paraíso 02/07/1961

Em 2015 e 2016, Guaxupé teve pela primeira em sua história uma competição de nivel nacional, se tratando da Taça BH de Futebol Sub17. Reunindo equipes de base do futebol nacional como: Sport Club Corinthians Paulista, Fluminense Football Club, Ponte Preta, Figueirense, e em 2016 esteve em Guaxupé as equipes de base como: Santos F.C, S.C.Internacional, C.R. Vasco da Gama.Participou também no segundo semestre do Campeonato Mineiro de Futebol – Segunda Divisão, mas não fez boas campanhas e foi eliminado na primeira fase do campeonato nos dois anos.
A equipe, no momento, desenvolve trabalho apenas nas categorias de base para que no futuro, com o time profissional possa buscar o tão sonhado retorno a Primeira Divisão do Estadual.
Em 2021, o clube pretendia disputar a Segunda Divisão do Campeonato Mineiro, mas acabou desistindo de participar do torneio devido a problemas de documentação para a liberação do estádio municipal e pouco tempo para preparação de uma equipe profissional.

## Estatísticas

### Participações
| Competição   | Competição         | Temporadas | Melhor campanha    | Estreia | Última | P | R |
| Minas Gerais | Campeonato Mineiro | 5          | 8º colocado (1980) | 1975    | 1981   |   | 2 |
| Minas Gerais | Módulo II          | 6          | 3º colocado (2000) | 1999    | 2004   | – | 1 |
| Minas Gerais | Segunda Divisão    | 5          | 4º colocado (2012) | 2008    | 2016   | – |   |

## Títulos

### Interestaduais
- Campeão da Copa São Paulo - Minas: 1969.

Tradicional competição da época que reunia todos os grandes clubes do interior dos estados de SP e MG.

### Estaduais
- Copa Sul-Mineira de Juniores: 2010.